# John Higgins
John Higgins (MBE) és un jugador professional de snooker nascut el 18 de maig de 1975 a Wishaw, North Lanarkshire, Escòcia. Des que és professional, el 1992, ha guanyat 30 títols de rànquing, incloent-hi 4 Campionats del Món, 3 Campionats del Regne Unit i 2 Masters. És el tercer en la llista de jugadors amb més títols de rànquing guanyats (30), només per darrere d'Stephen Hendry (36) i Ronnie O'Sullivan (33).